# Bam
Bam (em persa: بم, AFI: [bæm]) é uma cidade no sul do Irã, ao norte do Golfo Pérsico e do Golfo de Omã. Fica a uma altitude de aproximadamente 1 110 metros e está construída sobre a antiga fortaleza de Arg-é Bam, uma extensa estrutura feita de adobe que abrigou a Rota da Seda durante 2000 anos. A UNESCO considerou a região como Patrimônio Mundial da Humanidade em 2004.
A atual cidade de Bam se localiza nos arredores da cidadela. Antes do terremoto de 2003, a população residente estava em torno de 78 400 e estima-se que apenas 10% dos habitantes permaneceram na cidade após o terremoto. Entretanto, a população deve crescer a medida que a cidade for reconstruída. Um cálculo afirma que em 2005 a população seria de 91 069 habitantes. Segundo o censo demográfico de 2006, sua população é de 73 823 habitantes.
O clima da região se caracteriza por invernos amenos e verões muito fortes. Assim como acontece em muitos desertos, as noites são amenas mesmo durante a temporada mais quente.

## História
Existem várias opiniões sobre a data e as razões que levaram a fundação da cidadela. Alguns acreditam que a cidade de Bam foi fundada pelo Império Parta, e floresceu no século X. Economicamente e comercialmente, Bam teve um papel importante na região e a maior parte dos seus tecidos e roupas ganharam grande fama. O viajante e geógrafo árabe Ibne-Haugal (943-969) descreve Bam em seu livro Surat-ul-`ard:
Lá eles tecem muito bem, bonitas e vistosas roupas de algodão que são vendidas para muitos países e cidades. Também produzem roupas excelentes, cada uma ao custo de aproximadamente 30 dinares; estas são vendidas em Coração, Iraque e Egito.

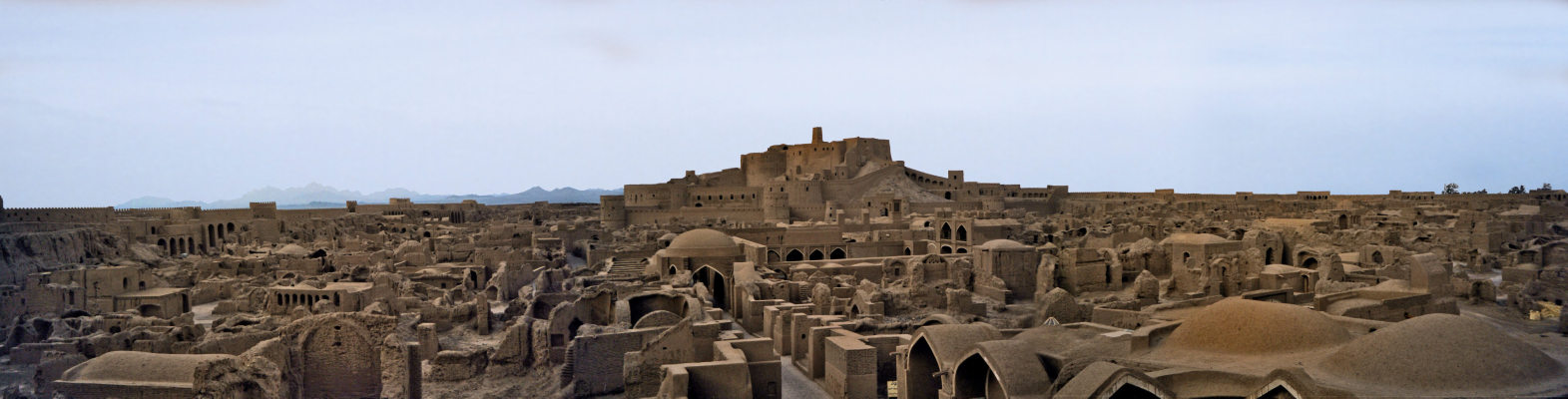
Bam em 2002

A antiga cidadela de Arg-é Bam provavelmente tem uma história que alcança 2 500 anos antes do período pártio, mas a maior parte das construções foram erguidas na dinastia safávida. A cidade ocupou seis quilômetros quadrados e era cercada por um remate com 38 torres. Tinha uma população de 9 000 a 13 000 habitantes. A maior parte parte da população abandonou a cidade em 1722 devido a uma invasão afegã, dominando o governo iraniano e encerrando a era safávida. Pouco tempo depois, logo que a cidade começava a ser reocupada, ela foi abandonada uma segunda vez devido a um ataque de invasores vindos de Xiraz.
A moderna cidade de Bam foi erguida bem mais tarde do que a velha cidadela. Tem-se tornado gradualmente em um centro industrial e agricultor, e antes do terremoto de 2003, estava experimentando um rápido crescimento. Em particular, a cidade é conhecida por suas tamareiras e frutas cítricas. A cidade também se beneficia do turismo com um número crescente de pessoas visitando a antiga cidadela. Ali Akbar Hashemi Rafsanjani, um ex-presidente do Irã, nasceu em Bam.

## Etimologia da palavra Bam
Sobre a origem da palavra Bam, existem algumas ligações com a história mítica do Irã. De acordo com algumas fontes "Bam" é a junção da palavra "Bamã", que seria o nome de um rei, sobre o qual Ferdusi (940?-1020?), o mais renomado poeta épico do Irã, narra em seu famoso Épica dos Reis, escrito durante 30 anos (980-1010). Este épico, consistindo de 60 000 versos, é livro mais antigo escrito no persa moderno, em que Ferdusi funde

## Sismo de 2003

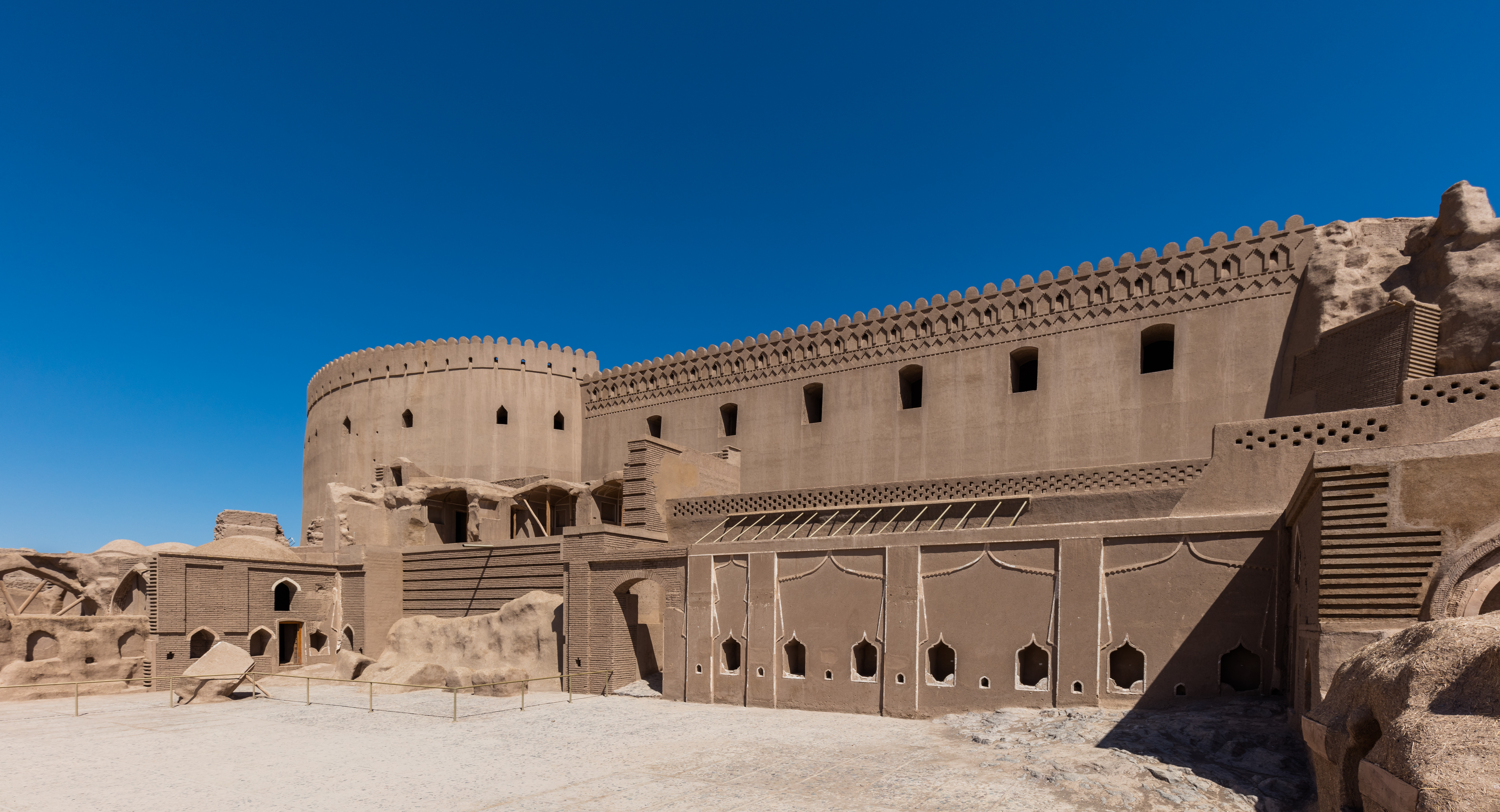
Após a reconstrução (2016)

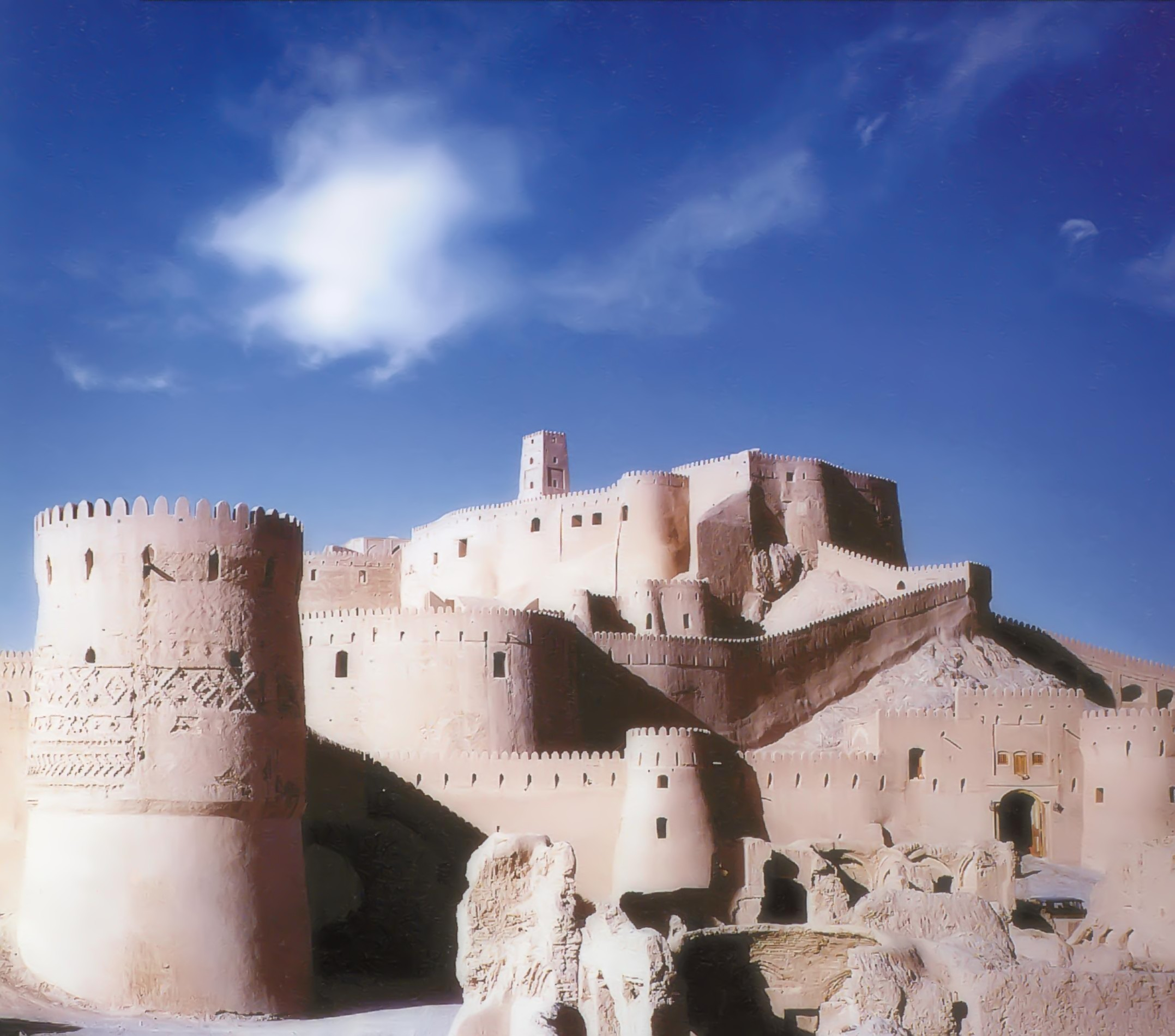
Arg-é Bam antes do sismo

No dia 26 de dezembro de 2003 às 1:56 UTC (5:26 da no horário local), a cidadela de Bam e a grande parte da cidade de Bam propriamente foram arrasadas por um terremoto. A magnitude foi estimada em 6.5 na escala Richter. A BBC informou que "70 % da cidade moderna de Bam foi destruída". Calculou-se o número de mortos em 80 000 pessoas nas pessoas e o número informado foi de 70 000 pessoas. Em 17 de janeiro de 2004 chegou-se a estimativa de 26 271 mortos. De acordo com a agência de notícias iraniana, a velha cidadela de Bam foi "nivelada ao chão".
Um esforço internacional de apoio começou a surgir logo que as notícias sobre o sismo iam chegando ao resto do mundo.

## Planos pós-terremoto
Imediatamente após o terremoto, o governo iraniano começou a planejar uma nova cidade baseada nas modernas teorias de planejamento de cidades com o objetivo de eliminar os problemas existentes antes. A cidadela também está sendo reconstruída com a ajuda de especialistas do Ministério da Cultura e de universidades japonesas.